# جان کمبل مریام
 جان کمبل مریام (انگلیسی: John Campbell Merriam؛ ‏تلفظ نام‌خانوادگی: ‎/ˈkæmbəl/‎؛ ‏ ۲۰ اکتبر ۱۸۶۹ – ۳۰ اکتبر ۱۹۴۵) دیرین‌شناس اهل ایالات متحده آمریکا بود.